# Странная жизнь Тимоти Грина
«Странная жизнь Тимоти Грина» (англ. The Odd Life of Timothy Green) — фильм 2012 года производства Walt Disney Pictures, снятый режиссёром Питером Хеджесом на основе концепции Ахмета Заппа. Фильм о необычном мальчике, который оказал глубокое влияние на жизнь людей в своем городе.

## Сюжет
Фильм рассказывает о семейной паре — Синди и Джиме Грин, чьи многолетние попытки завести ребёнка, несмотря на использование всех существующих методов, так и не увенчались успехом. И однажды вечером они решают представить, каким бы они хотели видеть своего ребёнка. Свои мысли они записали на листки из блокнота, которые затем сложили в коробку и закопали у себя во дворе. В эту же ночь, после сильной бури, в своем доме они обнаруживают десятилетнего Тимоти, назвавшего Синди и Джима своими родителями. И только увидев на его ногах листочки, пара понимает, что ребёнок — гораздо более необычный, чем они подумали…

## В ролях
| Актёр               | Роль                 |
| ------------------- | -------------------- |
| Дженнифер Гарнер    | Синди Грин           |
| Джоэл Эдгертон      | Джим Грин            |
| Си Джей Адамс       | Тимоти Грин          |
| Одейя Раш           | Джони Джером         |
| Дэвид Морс          | Дедушка Тимоти       |
| Розмари Деуитт      | Бренда Бест          |
| Рон Ливингстон      | Франклин Градстафф   |
| Дайан Уист          | мисс Бернис Крудстаф |
| Common              | Тренер Кэл           |
| Шохре Агдашлу       | Иветт Онал           |
| Майкл Эммет Уолш    | старик Бад           |
| Лоис Смит           | бабушка Мел          |
| Лин-Мануэль Миранда | Реджи                |
| Джеймс Ребхорн      | Джозеф Крадстафф     |
| Майкл Арден         | Дуг Вирт             |
| Рода Гриффис        | доктор Лесли Хант    |

## Реакция
Фильм получил не слишком высокие оценки критиков. Согласно сводной информации на сайте Rotten Tomatoes, 35 % из 130 критиков дали фильму положительную оценку (со средним баллом 5,2 из 10 возможных). Сайт Metacritic на основе 29 отзывов дал фильму оценку в 48 из 100 «метабаллов». Рейтинг же на IMDb составил 6.4 балла из 10.
За первую неделю в прокате фильм, показанный в 2598 кинотеатрах США, собрал $10,822,903, заняв лишь седьмую строчку по заработанным средствам (в то время как лидер уикенда, Неудержимые 2, получил $28,591,370). В сумме же, за 23 недели проката в США, картина собрала $51,854,875. Бюджет фильма составил 40 миллионов долларов.